# Jeleń, West Pomeranian Voivodeship
Jeleń [ˈjɛlɛɲ] (tiếng Đức: Gellen) là một ngôi làng thuộc khu hành chính của Gmina Borne Sulinowo, thuộc hạt Szczecinek, West Pomeranian Voivodeship, ở phía tây bắc Ba Lan. Nó nằm khoảng 6 kilômét (4 mi) phía đông bắc Borne Sulinowo, 13 km (8 mi)     về phía tây nam của Szczecinek và 136 km (85 mi)     về phía đông của thủ đô khu vực Szczecin.